# Maratona di Tokyo

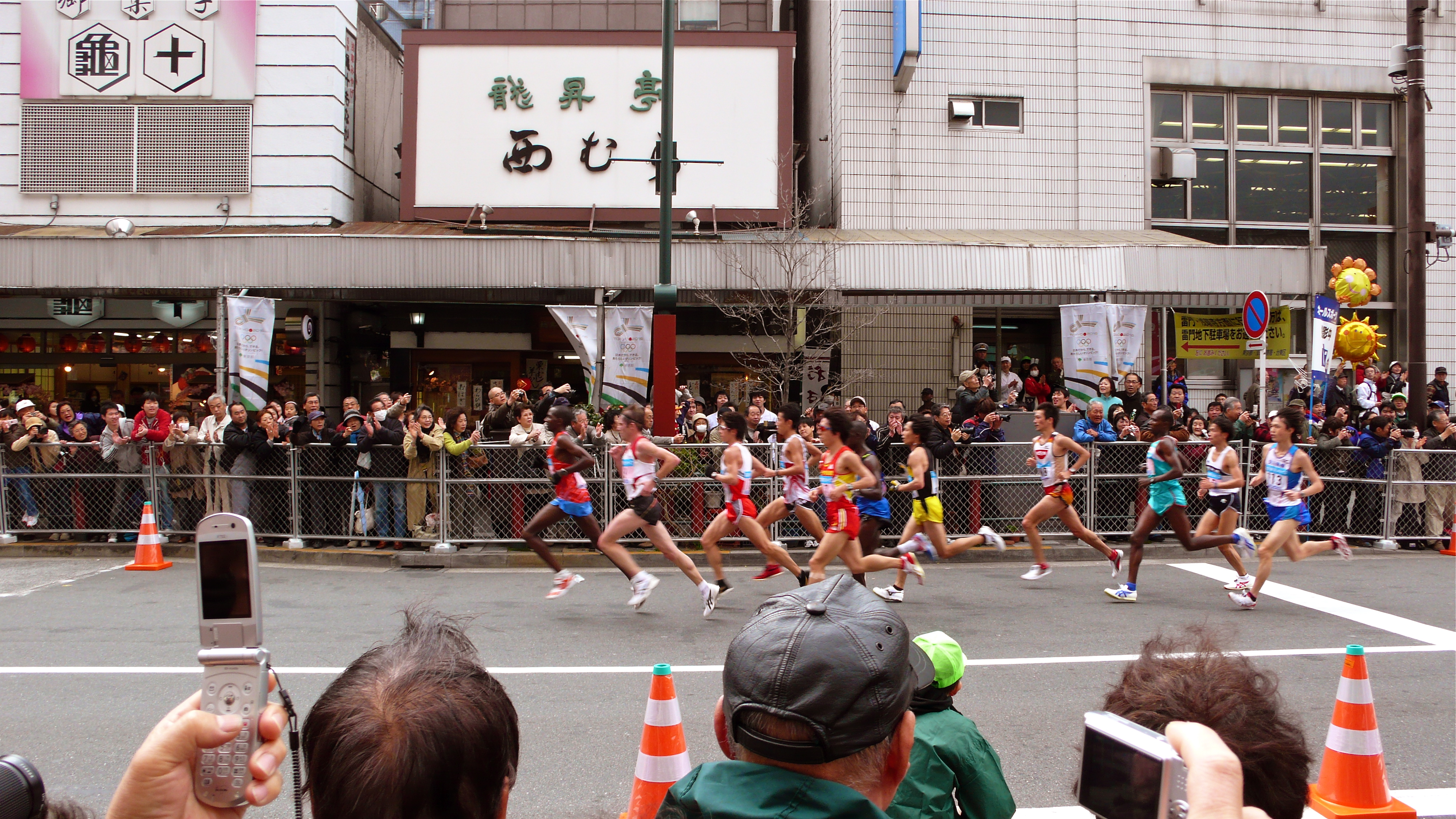
Una fase dell'edizione agonistica del 2009

La Maratona di Tokyo (東京マラソン) è una maratona internazionale che viene disputata con cadenza annuale, dal 1981 l'edizione maschile e dal 1979 quella femminile, per le strade di Tokyo, Giappone, usualmente in febbraio.
Fino al 2006 con la denominazione di Tokyo International Marathon e Tokyo International Women's Marathon si disputavano le edizioni maschile e femminile in periodi diversi; dal 2007 le due competizioni si disputano lo stesso giorno, come avviene per tutte le altre principali maratone internazionali.

## Albo d'oro

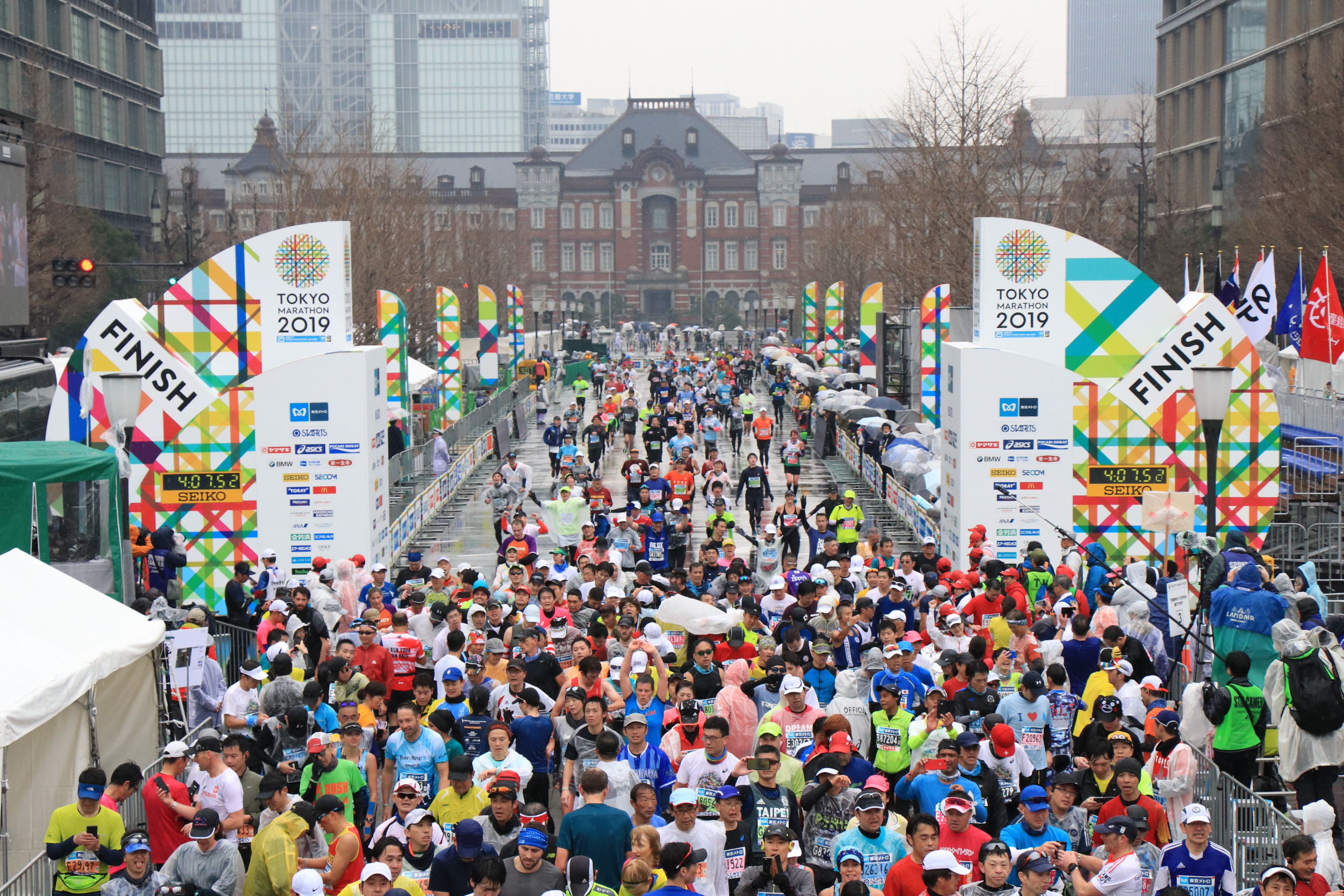
Arrivo al traguardo di alcuni amatori nell'edizione 2019

Di seguito l'elenco dei vincitori dal 2007, anno in cui la maratona ha assunto l'attuale denominazione. Il tempo evidenziato rappresenta il record della corsa.
| Anno | Vincitore maschile | Nazione  | Tempo    | Vincitrice femminile   | Nazione  | Tempo    |
| ---- | ------------------ | -------- | -------- | ---------------------- | -------- | -------- |
| 2020 | Birhanu Legese     | Etiopia  | 2h04'15" | Lonah Chemtai Salpeter | Israele  | 2h17'45" |
| 2019 | Birhanu Legese     | Etiopia  | 2h04'48" | Ruti Aga               | Etiopia  | 2h20'40" |
| 2018 | Dickson Chumba     | Kenya    | 2h05'30" | Birhane Dibaba         | Etiopia  | 2h19'51" |
| 2017 | Wilson Kipsang     | Kenya    | 2h03'58" | Sarah Chepchirchir     | Kenya    | 2h19'47" |
| 2016 | Feyisa Lilesa      | Etiopia  | 2h06'56" | Helah Kiprop           | Kenya    | 2h21'27" |
| 2015 | Endeshaw Negesse   | Etiopia  | 2h06'00" | Bihrane Dibaba         | Etiopia  | 2h23'15" |
| 2014 | Dickson Chumba     | Kenya    | 2h05'42" | Tirfi Tsegaye          | Etiopia  | 2h22'23" |
| 2013 | Dennis Kimetto     | Kenya    | 2h06'50" | Aberu Kebede           | Etiopia  | 2h25'34" |
| 2012 | Michael Kipyego    | Kenya    | 2h07'37" | Atsede Habtamu         | Etiopia  | 2h25'28" |
| 2011 | Hailu Mekonnen     | Etiopia  | 2h07'35" | Noriko Higuchi         | Giappone | 2h28'49" |
| 2010 | Masakazu Fujiwara  | Giappone | 2h12'19" | Alevtina Biktimirova   | Russia   | 2h34'39" |
| 2009 | Salim Kipsang      | Kenya    | 2h10'27" | Mizuho Nasukawa        | Giappone | 2h25'38" |
| 2008 | Viktor Röthlin     | Svizzera | 2h07'23" | Claudia Dreher         | Germania | 2h35'35" |
| 2007 | Daniel Njenga      | Kenya    | 2h09'45" | Hitomi Niiya           | Giappone | 2h31'02" |